# Liste der Kulturgüter in Mendrisio
Die Liste der Kulturgüter in Mendrisio enthält alle Objekte in der Gemeinde Mendrisio im Kanton Tessin, die gemäss der Haager Konvention zum Schutz von Kulturgut bei bewaffneten Konflikten, dem Bundesgesetz vom 20. Juni 2014 über den Schutz der Kulturgüter bei bewaffneten Konflikten sowie der Verordnung vom 29. Oktober 2014 über den Schutz der Kulturgüter bei bewaffneten Konflikten unter Schutz stehen.
Objekte der Kategorien A und B sind vollständig in der Liste enthalten, Objekte der Kategorie C fehlen zurzeit (Stand: 1. Januar 2023).

## Kulturgüter
| Foto | | Objekt | Kat. | Typ | Standort                                                  | Beschreibung                      |
| ---- | --- | --- | ---- | --- | --------------------------------------------------------- | --------------------------------- |
| ja   | Datei hochladen · Wikidata zu Casa Museo Vela (Q117615626)                                                     | Haus Museum Vela / Casa Museo Vela KGS-Nr.: 05503 | A    | G   | Ligornetto, Largo Vincenzo Vela 11 717384 / 80286         |                                   |
| ja   | Datei hochladen · Wikidata zu Santa Maria in Borgo, Siedlung der Römerzeit (Q29527412)                         | Santa Maria in Borgo, Siedlung der Römerzeit / Santa Maria in Borgo, insediamento di epoca romana KGS-Nr.: 05581                                               | A    | F   | Via Santa Maria 720350 / 81230                            |                                   |
| ja   | Datei hochladen · Wikidata zu Kirche San Martino (Q3668286)                                                    | Kirche San Martino / Chiesa di San Martino KGS-Nr.: 05582 | A    | F/G | Via San Martino 719770 / 81995                            |                                   |
| ja   | Datei hochladen · Wikidata zu Kirchenbezirk San Giovanni: Kloster, Kirche und Oratorium Santa Maria (Q3670423) | Kirchenbezirk San Giovanni: Kloster, Kirche und Oratorium Santa Maria / Complesso di San Giovanni: Convento, chiesa e oratorio di Santa Maria KGS-Nr.: 05583   | A    | G   | Via Vecchio Ginnasio 28–30 720317 / 81312                 |                                   |
| ja   | Datei hochladen · Wikidata zu Palazzo Pollini (Q29527393)                                                      | Palazzo Pollini KGS-Nr.: 05584 | A    | G   | Via Pontico Virunio 6 720230 / 80948                      |                                   |
| BW   | Datei hochladen · Wikidata zu Palazzo Torriani (Q29527398)                                                     | Palazzo Torriani KGS-Nr.: 05585 | A    | G   | Via Nobili Torriani 1 / Via San Damiano 2a 720339 / 81086 |                                   |
| ja   | Datei hochladen · Wikidata zu Haus Croci (Q29527371)                                                           | Casa Croci KGS-Nr.: 05586 | A    | G   | Via Vincenzo Vela 16 720146 / 81187                       |                                   |
| ja   | Datei hochladen · Wikidata zu Kirche San Sisinio alla Torre (Q3672084)                                         | Kirche San Sisinio alla Torre / Chiesa di San Sissino alla Torre KGS-Nr.: 05590                                                                                | A    | G   | Via alla Torre 15 720430 / 80856                          |                                   |
| ja   | Datei hochladen · Wikidata zu Villa Argentina (Q29527405)                                                      | Villa Argentina mit Park / Villa Argentina con parco KGS-Nr.: 05595                                                                                            | A    | G   | Largo Bernasconi 2 720076 / 80711                         |                                   |
| ja   | Datei hochladen · Wikidata zu Kirche San Silvestro (Q3672054)                                                  | Kirche San Silvestro / Chiesa di San Silvestro KGS-Nr.: 05600                                                                                                  | A    | G   | Meride, Salita San Silvestro 717259 / 83395               |                                   |
| ja   | Datei hochladen · Wikidata zu Museum Vincenzo Vela (Sammlung) (Q117619014)                                     | Museum Vincenzo Vela (Sammlung) / Museo Vincenzo Vela (Collezione) KGS-Nr.: 08631                                                                              | A    | S   | Ligornetto, Largo Vincenzo Vela 11 717384 / 80286         |                                   |
| ja   | Datei hochladen · Wikidata zu Kantonale Pinakothek Giovanni Züst (Q3905095)                                    | Kantonale Pinakothek Giovanni Züst / Pinacoteca cantonale Giovanni Züst KGS-Nr.: 08633                                                                         | A    | S   | Rancate, Via Pinacoteca Züst 2 718809 / 81106             |                                   |
| BW   | Datei hochladen · Wikidata zu Burg, neolithisch-mittelalterliche Siedlung (Q29527387)                          | Castello, neolithisch-mittelalterliche Siedlung / Castello, insediamento neolitico-medievale KGS-Nr.: 10456                                                    | A    | F   | Tremona 718100 / 82650                                    |                                   |
| ja   | Datei hochladen · Wikidata zu Torretta (Tre Buchi), mittelalterliches Heidenhaus (Q29527377)                   | Torretta (Tre Buchi), mittelalterliches Heidenhaus / Torretta (Tre Buchi), casa dei pagani medievale KGS-Nr.: 10550                                            | A    | F   | Salorino 720430 / 82050                                   |                                   |
| BW   | Datei hochladen · Wikidata zu Haus ehemals Allio (Q29884467)                                                   | Casa già Allio KGS-Nr.: 05244 | B    | G   | Arzo, Canton Sott 15 716720 / 81554                       |                                   |
| ja   | Datei hochladen · Wikidata zu Pfarrkirche Santi Nazario e Celso und ehemalige Schule «la Rotonda» (Q3668306)   | Pfarrkirche Santi Nazario e Celso und ehemalige Schule La Rotonda / Chiesa parrocchiale dei Santi Nazario e Celso e ex scuola La Rotonda KGS-Nr.: 05245        | B    | G   | Arzo, Piazza Mastri Lapicidi Arzesi 716663 / 81613        |                                   |
| BW   | Datei hochladen · Wikidata zu Oratorium Madonna del Ponte (Q3884527)                                           | Oratorium Madonna del Ponte / Oratorio di Madonna del Ponte KGS-Nr.: 05246                                                                                     | B    | G   | Arzo, Piazzale Madonna del Ponte 716828 / 81491           |                                   |
| BW   | Datei hochladen · Wikidata zu Kirche Sant’Antonino (Q3672577)                                                  | Kirche Sant’Antonino / Chiesa di Sant’Antonino KGS-Nr.: 05300                                                                                                  | B    | G   | Besazio, Via Sant’Antonino 717421 / 81376                 |                                   |
| BW   | Datei hochladen · Wikidata zu Pfarrkirche Santa Maria Immacolata (Q3668771)                                    | Pfarrkirche Santa Maria Immacolata / Chiesa parrochiale di Santa Maria Immacolata KGS-Nr.: 05301                                                               | B    | G   | Besazio, Via Besazio 717486 / 81322                       |                                   |
| BW   | Datei hochladen · Wikidata zu Oratorium der Brüder und Pfarrkirche der Heiligen Maria Magdalena (Q3673432)     | Oratorium der Ordensbrüder und Pfarrkirche Santa Maria Maddalena / Oratorio dei Confratelli e chiesa parrocchiale di Santa Maria Maddalena KGS-Nr.: 05368      | B    | G   | Capolago, Via alla Chiesa 719667 / 84827                  |                                   |
| ja   | Datei hochladen · Wikidata zu Pfarrkirche Sant’Antonio Abate (Q29884486)                                       | Pfarrkirche Sant’Antonio Abate / Chiesa parrochiale di Sant’Antonio Abate KGS-Nr.: 05462                                                                       | B    | G   | Genestrerio, Piazza Baraini 718206 / 79393                | 2002 Kirchenfront von Mario Botta |
| ja   | Datei hochladen · Wikidata zu Pfarrkirche San Lorenzo mit Beinhaus (Q3670852)                                  | Pfarrkirche San Lorenzo mit Beinhaus / Chiesa parrocchiale di San Lorenzo con ossario KGS-Nr.: 05504                                                           | B    | G   | Ligornetto, Cantun Sura 717627 / 80167                    |                                   |
| ja   | Datei hochladen · Wikidata zu Oratorium San Giuseppe (Q3667812)                                                | Oratorium San Giuseppe / Oratorio di San Giuseppe KGS-Nr.: 05505                                                                                               | B    | G   | Ligornetto, Via Michele Roggia 718220 / 80421             |                                   |
| ja   | Datei hochladen · Wikidata zu Pfarrkirche Santi Cosma e Damiano (Q3668117)                                     | Pfarrkirche Santi Cosma e Damiano / Chiesa parrochiale dei Santi Cosma e Damiano KGS-Nr.: 05587                                                                | B    | G   | Piazza del Ponte 720409 / 81099                           |                                   |
| BW   | Datei hochladen · Wikidata zu Kirche Santa Maria in Borgo (Q3674101)                                           | Kirche Santa Maria in Borgo / Chiesa di Santa Maria in Borgo KGS-Nr.: 05588                                                                                    | B    | G   | Via Santa Maria 5 720344 / 81256                          |                                   |
| BW   | Datei hochladen · Wikidata zu Kirche San Francesco (Q3670144)                                                  | Kirche San Francesco / Chiesa di San Francesco KGS-Nr.: 05589                                                                                                  | B    | G   | Via Alfonso Turconi 719968 / 80780                        |                                   |
| BW   | Datei hochladen · Wikidata zu Kinotheater Mignon (Q29884508)                                                   | Kinotheater Mignon / Cinema Teatro Mignon KGS-Nr.: 05591 | B    | G   | Via Vincenzo Vela 21 720169 / 81247                       |                                   |
| BW   | Datei hochladen · Wikidata zu Oratorium San Nicolao (Q3671490)                                                 | Oratorium San Nicolao / Oratorio di San Nicolao KGS-Nr.: 05592                                                                                                 | B    | G   | Vicolo San Nicolao 720297 / 82333                         |                                   |
| ja   | Datei hochladen · Wikidata zu Hospiz der Heiligen Jungfrau (Turconi-Palast / Architekturakademie) (Q29884523)  | Hospiz der Heiligen Jungfrau (Turconi-Palast / Architekturakademie) / Ospizio della Beate Vergine (Palazzo Turconi / Accademia di architettura) KGS-Nr.: 05593 | B    | G   | Via Alfonso Turconi 25 719986 / 80719                     |                                   |
| BW   | Datei hochladen · Wikidata zu Ehemaliges Rathaus (Q29884529)                                                   | Ehemaliges Rathaus / Vecchio Pretorio KGS-Nr.: 05594 | B    | G   | Via Nobili Rusca 2 720441 / 81165                         |                                   |
| BW   | Datei hochladen · Wikidata zu Haus Oldelli (Q29884470)                                                         | Haus Oldelli / Casa Oldelli KGS-Nr.: 05602 | B    | G   | Meride, Via notai Fossati-Oldelli 7 717696 / 83222        |                                   |
| BW   | Datei hochladen · Wikidata zu Pfarrkirche Santo Stefano (Q3674305)                                             | Pfarrkirche Santo Stefano / Chiesa parrochiale di Santo Stefano KGS-Nr.: 05699                                                                                 | B    | G   | Rancate, Via Pinacotaca Züst 718828 / 81117               |                                   |
| ja   | Datei hochladen · Wikidata zu Pfarrkirche San Zeno (Q3672215)                                                  | Pfarrkirche San Zeno / Chiesa parrochiale di San Zeno KGS-Nr.: 05721                                                                                           | B    | G   | Salorino, Via Corta 720653 / 81418                        |                                   |
| BW   | Datei hochladen · Wikidata zu Oratorium San Giuseppe Calasanzio (Q3667813)                                     | Oratorium San Giuseppe Calasanzio / Oratorio di San Giuseppe Calasanzio KGS-Nr.: 05722                                                                         | B    | G   | Salorino, Via Ronco 720687 / 81918                        |                                   |
| ja   | Datei hochladen · Wikidata zu Pfarrkirche Santa Maria Assunta (Q3668762)                                       | Pfarrkirche Santa Maria Assunta / Chiesa parrochiale di Santa Maria Assunta KGS-Nr.: 05758                                                                     | B    | G   | Tremona, Piazza Antonio Rinaldi 718002 / 82176            |                                   |
| BW   | Datei hochladen · Wikidata zu Kirche Sant’Agata (Q3672251)                                                     | Kirche Sant’Agata / Chiesa di Sant’Agata KGS-Nr.: 05759 | B    | G   | Tremona, Via Sant’Agata 718060 / 81924                    |                                   |
| BW   | Datei hochladen · Wikidata zu Gemeindearchiv Mendrisio (Q27485103)                                             | Historisches Archiv / Archivio storico KGS-Nr.: 09356 | B    | S   | Via Industria 5 720490 / 80977                            |                                   |
| ja   | Datei hochladen · Wikidata zu Markthalle (Q29884512)                                                           | Markthalle / Mercato coperto KGS-Nr.: 10285 | B    | G   | Via Dante Alighieri 719554 / 80426                        |                                   |
| BW   | Datei hochladen · Wikidata zu Achteckiges Gebäude der öffentlichen Waage (Q29884510)                           | Achteckiges Gebäude der öffentlichen Waage / Edicola ottagonale della pesa pubblica KGS-Nr.: 11951                                                             | B    | G   | Ligornetto, Piazza Volontari 717479 / 80154               |                                   |
| BW   | Datei hochladen · Wikidata zu Pfarrhaus (Q29884472)                                                            | Pfarrhaus / Casa parrocchiale KGS-Nr.: 11993 | B    | G   | Genestrerio, Piazza Baraini 22 718224 / 79377             |                                   |
| BW   | Datei hochladen · Wikidata zu Piazza S. Stefano (Q29884525)                                                    | Piazza Santo Stefano KGS-Nr.: 11994 | B    | G   | Rancate, Piazza Santo Stefano 718773 / 81139              |                                   |
| BW   | Datei hochladen · Wikidata zu Turm (Mendrisio) (Q29884527)                                                     | Turm / Torre KGS-Nr.: 11995 | B    | G   | Via Nobili Torriani 720364 / 81075                        |                                   |
| ja   | Datei hochladen · Wikidata zu Kunstmuseum Mendrisio (Q27485112)                                                | Kunstmuseum / Museo d’arte KGS-Nr.: 12045 | B    | S   | Via Vecchio Ginnasio 28–30 720299 / 81319                 |                                   |
| ja   | Datei hochladen · Wikidata zu Fossilienmuseum Monte San Giorgio (Q27485115)                                    | Fossilienmuseum / Museo dei fossili KGS-Nr.: 12046 | B    | S   | Meride, Via Bernardo Peyer 9 717559 / 83235               |                                   |
| BW   | Datei hochladen · Wikidata zu Villa Foresta (Q117637374)                                                       | Villa Foresta KGS-Nr.: 17218 | B    | G   | Viale Foresta 30 719896 / 80069                           |                                   |